# پاتریشیا ری
پاتریشیا ری (به انگلیسی: Patricia Rae) ، بازیگر آمریکایی است.
از فیلم‌های معروف او می‌توان به بازی در فیلم عروسی بزرگ اشاره کرد.